# Alberto Arancibia Rodríguez
Alberto Arancibia Rodríguez (San Luis, 1885 - ibídem, 1956) fue un abogado y político argentino que ejerció como Gobernador de la Provincia de San Luis entre 1926 y 1930, y fue interventor federal de las provincias de Santa Fe y Tucumán.

## Biografía
Su primera actuación pública fue en la revolución del año 1907, con la intención de derrocar al gobernador Esteban Adaro.
Recibido de abogado en la Universidad de Buenos Aires, a los 25 años ingresó a la legislatura de su provincia natal, y fue Presidente de la Legislatura. En 1912 fue elegido diputado nacional, ejerciendo ese cargo hasta el año 1920.
Convertido en líder del Partido Demócrata Liberal, coalición del conservadurismo en su provincia, fue elegido gobernador titular en el año 1927, asumiendo el mando el día 15 de noviembre. Durante su mandato sostuvo un prolongado conflicto de poderes con la Legislatura provincial, lo que causó que en dos oportunidades se ordenase su suspensión en el cargo de gobernador, ocasiones en que fue reemplazado por Toribio Mendoza en carácter de interino. No obstante, logró zanjar el conflicto en favor suyo.
Tuvo muy buenas relaciones con el gobierno nacional durante los últimos meses de la presidencia de Marcelo T. de Alvear, gracias a lo cual logró construir la Central Hidroeléctrica San Roque, llevar el ferrocarril hasta Quines, obras de canalizaciones, caminos y puentes.
Tras la asunción presidencial de Hipólito Yrigoyen, las relaciones con el gobierno nacional se endurecieron. No obstante, logró llevar adelante una notable obra pública: creó las Direcciones Provinciales de Obras Públicas, de Vialidad y de Geodesia, de Aguas y de Minas. Pavimentó las calles de la capital y de Villa Mercedes, creó los mercados de San Luis y Mercedes y la primera plaza pública de Mercedes. Amplió las redes de canales y caminos, y extendió las redes telefónicas.
Propuso y logró la reunión de una Convención Constituyente, que reformó la constitución provincial en el año 1928, reinstalando la elección directa del gobernador de la Provincia. Creó las Oficinas Provinciales del Trabajo y de Estadística, el Registro de Contratos Públicos.
Al producirse el golpe de Estado de septiembre de 1930, el dictador José Félix Uriburu decidió no derrocar a los dos gobiernos provinciales que no eran partidarios de Yrigoyen, que fueron los de Entre Ríos y San Luis. De modo que Arancibia Rodríguez organizó sin problemas las elecciones para gobernador, en las cuales —gracias en parte a la activa persecución de los dirigentes de la Unión Cívica Radical— triunfó el oficialista Laureano Landaburu, a quien cedió el gobierno en el mes de noviembre.
El 29 de abril de 1931 fue nombrado interventor federal de facto de la Provincia de Santa Fe y asumiendo el 8 de mayo de 1931, período durante el cual se prohibió la actuación del radicalismo en forma completa.
De regreso a su provincia fue nombrado Jefe de Policía. En 1935 fue elegido senador nacional, cargo que ejerció hasta el año 1943, en que fue miembro de la Convención Constituyente provincial, y luego nombrado interventor federal de la Provincia de Tucumán. Ejerció ese cargo entre febrero de ese año hasta el mes de junio, en que fue depuesto por la revolución de ese año.
Falleció en su ciudad natal en 1956.

## Obra escrita
Entre otras obras, publicó:
- Proyecto de un nuevo código de procedimiento penal para la Provincia de San Luis
- El nuevo Código Penal y la cuestión carcelaria
- La Propiedad Minera
- La Sociedad Minera
- La Ley de Contabilidad en el Senado